# Wital Woranau

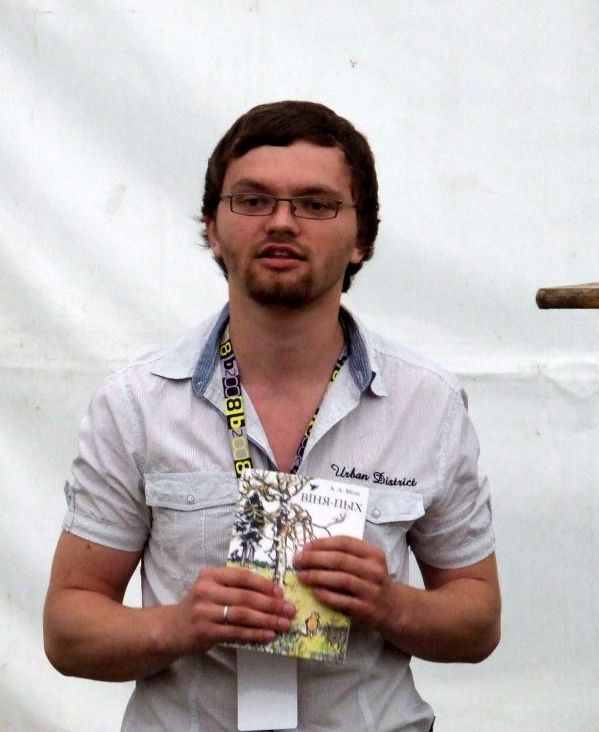
Wital Woranau (2008)

Wital Woranau (auch Vital Voranau, * 18. März 1983 in Minsk) ist ein belarussischer Schriftsteller, Übersetzer und Herausgeber. Er ist Mitbegründer und Vorsitzender des Belarussischen Kultur- und Bildungszentrums in Posen und des Verlages Bieły Krumkacz.
Als Student der Adam-Mickiewicz-Universität in Posen und der Westböhmischen Universität in Pilsen hat er Warten auf Godot von Samuel Beckett und Pu der Bär von Alan Alexander Milne ins Belarussische übersetzt. 
Er beteiligte sich an Musikprojekten „Tuzin. Perasagruzka“ und „Budzma The Best Rock / Budzma The Best Rock/New“ im Jahr 2009.
Er lebt in Tschechien.